# Richard Shaull
Richard Shaull (Felton, 24 de novembre de 1919 - Ardmore, 15 d'octubre de 2002) fou un teòleg presbiterià estatunidenc, pioner de la teologia a Hispanoamèrica, precursor de la teologia de l'alliberament i estudiós de l'experiència del pentecostalisme entre els pobres d'Amèrica Llatina.

## Formació
El 1938 obtingué la llicenciatura en sociologia a l'Elizabeth College de Pennsilvània, i després estudià al seminari teològic de Princeton, on es graduà en teologia el 1941 i obtingué la maestria el 1946. El 1959 obtingué el doctorat al mateix seminari, sota la direcció de Paul Lehmann, teòleg influenciat pel pensament i la vida de Dietrich Bonhoeffer.

## Missioner
El 1941 Shaull fou ordenat com a pastor. Entre el 1942 i el 1950 ell i la seva dona estigueren a Colòmbia com a missioners de l'Església Presbiteriana. El 1950 se n'anà als Estats Units per aprofundir en els seus estudis a Nova York. El 1952 Foster Stockwell, rector de la facultat de teologia, invità Richard Shaull a donar una sèrie de conferències, que anys després es transformaren en texts emblemàtics per als afers teològics llatinoamericans. Aquestes reflexions s'originaren en la seva vivència missioner a Colòmbia, on els conflictes socials i polítics s'aguditzaren durant aquells anys i on aleshores la vida de les esglésies protestants estava marcada per la intolerància conservadora regnant i ell mateix experimentà la persecució. Allà, com a missioner i pastor, pogué connectar amb una nova generació de joves a la recerca d'una fe més actualitzada i una teologia més quotidiana.
S'establí al Brasil el 1952 i treballà amb joves de la Confederació de Joventuts Presbiterianes en processos de conscienciació sobre els problemes socials més greus, relacionant-se amb la gent de les faveles i les zones rurals. Participaren en campanyes d'alfabetització, entrenament de laics i d'evangelització. Treballà amb la Unió Cristiana d'Estudiants del Brasil, de la qual fou nomenat secretari general el 1955. Fou a més professor del Seminari Teològic do Sul, a Campinas. Fou el primer a presentar als estudiants protestants brasilers i després a la resta de l'Amèrica Llatina les implicacions polítiques de la vida i el pensament teològic de Dietrich Bonhoeffer.